# 下関港
下関港（しものせきこう）は、山口県下関市にある国際拠点港湾。北九州港と共に関門港の一部をなす。港湾管理者は下関市 。 中枢国際港湾11港の一つであり、日本海側拠点港湾の指定に加えて、日本海側拠点港19港のうちの総合的拠点港湾5港の一つにも指定されている。

## 概要
国際港湾としては、本州から朝鮮半島・中国大陸への最短の立地（大韓民国釜山港まで220km、中華人民共和国蘇州港まで1,019km）と、環日本海経済圏・環黄海経済圏の結節点という地理的なメリットを有しており、日本で最多の国際定期旅客航路数および運航頻度の港湾である。輸入コンテナ貨物の49％が下関港経由で関西以東へ輸入され、輸出コンテナ貨物の34％が下関港経由で関西以東から輸出されている。
- 港勢

2022年（令和4年）の輸出総額は7991億90百万円（前年比105.5％・全国22位）で門司税関管内における構成比は8％、輸入総額は3217億40百万円（前年比127.2％・全国46位）で構成比は3.7％であった。輸出額から輸入額を差し引いた差引額は4774億50百万円（前年比94.7％）で20年連続の輸出超過であった。
- 主な輸出入品目[広報 4]
  - 輸出
    - 一般機械・・・3986億25百万円
    - 精密機器類・・・1029億38百万円
    - ゴム製品・・・551億14百万円
    - プラスチック・・・516億34百万円
    - 非鉄金属・・・439億39百万円

- - 輸入
    - 一般機械・・・756億34百万円
    - 電気機器・・・725億71百万円
    - 魚介類及び同調製品・・・359億7百万円
    - 精密機器類・・・165億3百万円
    - 石油及び同製品・・・148億33百万円

- 主な貿易相手国[広報 4]
  - 輸出
    - 大韓民国・・・4617億36百万円
    - 中華人民共和国・・・2154億59百万円
    - オーストラリア・・・175億12百万円

- - 輸入
    - 大韓民国・・・1369億54百万円
    - 中華人民共和国・・・1344億77百万円
    - ベトナム・・・73億10百万円

- 取り扱いシェアの高い主な品目
  - 飼料の輸出（数量ベース）・・・全国シェア40.2％、全国第1位[1]
  - 魚肉ソーセージの輸出（金額ベース）・・・全国シェア27％、全国第3位[2]
  - 半導体等製造装置の輸出（金額ベース）・・・門司税関管内シェア46.9％、管内第1位[3]
  - 畜産物（牛肉・豚肉・鶏肉）の輸出（金額ベース）・・・全国シェア13.5％、全国第2位[4]
  - あわびの輸入・・・全国シェア74.7％、全国第1位[5]
  - きゅうりの輸入・・・全国シェア64.8％、全国第1位[広報 5]
  - なすの輸入・・・全国シェア98.4％、全国第1位[広報 5]
  - パプリカの輸入・・・全国シェア48.5％、全国第1位[広報 5]
  - ユリ属の輸入・・・全国シェア72.7％、全国第1位[広報 5]

## 歴史
本州の最西端であり関門海峡に面した下関は、古代より九州への航路があった。江戸時代に入ると、北前船の寄港地として栄えた。港を含む領地は長府藩が大部分を占めていたが、長州本藩（萩藩）や清末藩の領地も混在していた。明治に入ってからは対韓貿易の中心地となり、また、1945年に終戦を迎えるまでは港を含む関門海峡一帯が下関要塞地帯に設定され、地図作成に制限が加えられていた。
下関の繁栄は港の隆盛と一対をなすものであり、交通網の整備や福岡・北九州の拠点化が推進されると、下関港の衰退、ひいては下関の街全体の衰退に影響を及ぼした。
- 1672年（寛文12年） - 西廻り航路就航、寄港地となる。
- 1840年（天保11年） - 萩藩により、越荷方設置。
- 1865年（慶応元年） - かねてより開港論と萩藩直轄化が持ち上がっていたが、どちらも実施されないことが萩藩により公示。
- 1875年（明治8年） - 上海定期航路寄港地として開港指定、長崎税関下関官吏派出所設置。
- 1883年（明治16年） - 特別輸出港となり、対韓貿易港となる。
- 1889年（明治22年） - 赤間関市として市制が施行され、赤間関港となる。
- 1899年（明治32年） - 開港に指定、第一種港湾に指定。
- 1902年（明治35年） - 市名を下関市と改称、下関港となる。
- 1905年（明治38年） - 関釜連絡船が就航。（1945年（昭和20年）まで）
- 1907年（明治40年） - 第一種重要港湾に指定。
- 1911年（明治44年） - 内務省下関土木出張所設置。門司港との間で鉄道車両航送を実施。
- 1930年（昭和5年） - 下関港第1期修築工事完了。（東港岸壁が完成）
- 1937年（昭和12年） - 小門海峡（彦島と本土の間）を締め切り。
- 1942年（昭和17年） - 関門トンネルが開通、鉄道車両渡船を廃止。下関漁港修築工事完成。
- 1945年（昭和20年） - B-29による機雷敷設や空襲により港湾機能が麻痺。引揚港の一つに指定[6]。
- 1947年（昭和22年） - 下関港第2期修築工事完了。（第1突堤が完成）
- 1949年（昭和24年） - 関門海峡掃海完了。
- 1951年（昭和26年） - 関門穀物商品取引所設置。（翌年、関門商品取引所に名称変更）
- 1953年（昭和28年） - 特定重要港湾（現・国際拠点港湾）に指定。
- 1959年（昭和34年） - 下関港第3期修築工事完了。（第2突堤が完成）
- 1962年（昭和37年） - 下関市が下関港の港湾管理者及び海岸管理者となる 。
- 1970年（昭和45年） - 6月16日から関釜フェリー就航[7]。
- 1988年（昭和63年） - 下関港国際ターミナル完成。
- 1989年（平成元年） - 東港再開発・あるかぽーと着工。 市営渡船・彦島線（伊崎 - 海士郷 間）廃止。
- 1992年（平成4年） - 下関港初のコンテナ船定期航路開設 。
- 1994年（平成6年） - 下関港が輸入促進地域（FAZ）指定。
- 1995年（平成7年） - 新港地区・長州出島着工。
- 1996年（平成8年） - 山口県国際総合センター 海峡メッセ下関オープン。
- 1998年（平成10年） - 青島航路が週1便へ 。
- 2001年（平成13年） - 関門商品取引所が福岡市へ移転し、福岡商品取引所に名称変更。
- 2006年（平成18年） - 蘇州航路就航。
- 2009年（平成21年） - 蘇州航路旅客営業廃止、貨物専業化。
- 2011年（平成23年） - 光陽航路就航。
- 2012年（平成24年） - 光陽航路休止。
- 2015年（平成27年） - 青島航路休止。
- 2017年（平成29年） - コンテナ航路を長州出島に移管。長州出島でアフリカ向けの不定期自動車輸出を開始。韓国企業が運航するコンテナ船「PANSTAR」が就航し、国際定期航路が4航路週13便に増加。みなとオアシス下関が登録される。
- 2018年（平成30年） - 韓国の釜山・馬山、中国の石島にRORO船の航路が就航。
- 2019年（平成31年） - 下関市とMSCクルーズとの共同で「官民連携による国際クルーズ拠点形成計画書」を提出し、国土交通省が「『官民連携による国際クルーズ拠点』を形成する港湾」に指定[広報 6]。
- 2019年（令和元年）- 国土交通省が指定した「釣り文化振興促進モデル港」13港湾の一つに指定[広報 7]。
- 2020年（令和2年）- 関釜フェリー就航50周年。星野リゾートと下関港ウォーターフロント開発に係るホテル事業の契約締結。六連島灯台が重要文化財に指定。
- 2021年（令和3年）- 西山地区岸壁改良工事完了。下関市国際旅客船拠点形成計画発表[8]。
- 2022年（令和4年）- 星野リゾートがホテル事業に伴う附帯施設の建設工事に着工。西山地区で下関バイオマス発電所運転開始[9]。2年半ぶりにクルーズ船寄港。

## 主な施設

### 本港地区

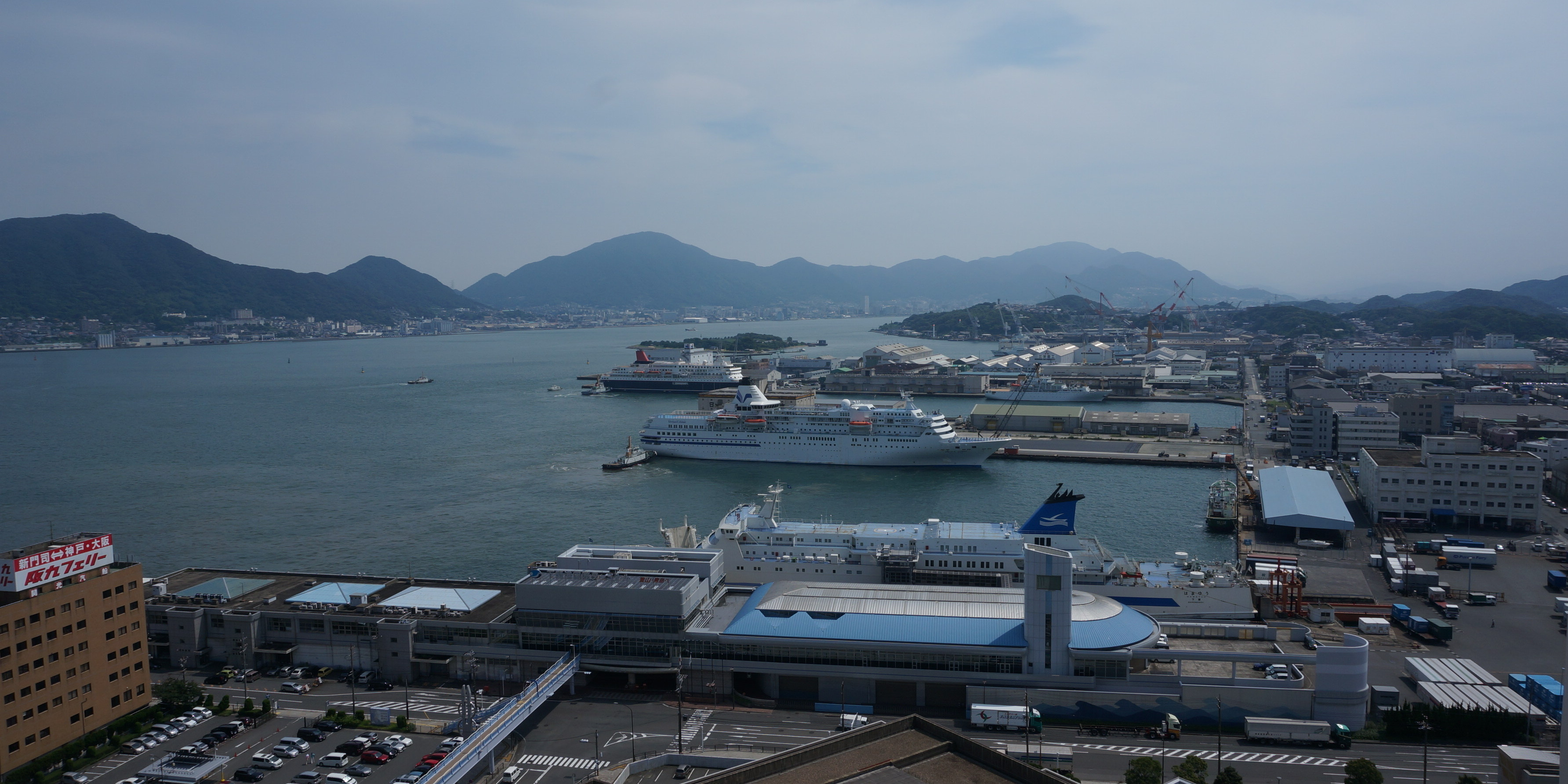
本港地区

JR西日本下関駅・JR貨物下関貨物駅にほど近い東大和町・細江町に位置し、 第1突堤 、 第2突堤 、 細江ふ頭 で構成される。戦前から1978年（昭和53年）にかけて埋立により整備され、門司税関下関税関支所や入国管理、検疫をはじめとする港湾官公署や国際貨客航路の発着点となる下関港国際ターミナル、くん蒸庫、大型冷蔵・冷凍庫などの施設が立地する。
第1突堤
農林水産省食料産業局（旧総合食料局、現在の新事業・食品産業部）の配船により、主に大麦・小麦の輸入やアルミの輸入、韓国の鮮魚運搬船による水産品を取り扱っている。
第2突堤
主としてアルミや水産品を取り扱っており、3万6千トンクラスの大型冷凍冷蔵倉庫を完備している。
細江ふ頭
関釜フェリー・蘇州下関フェリーが利用している下関港を代表するふ頭。輸入貨物はトラックや貨物列車によって日本各地に配送される。年中無休で通関と植物検疫（祝日を除く）が行われており、動物検疫・食品検査は週6日実施されている。輸出では電気機械・機械、輸入では水産品・衣料品・野菜・果物を取り扱っている。

#### 下関港国際ターミナル

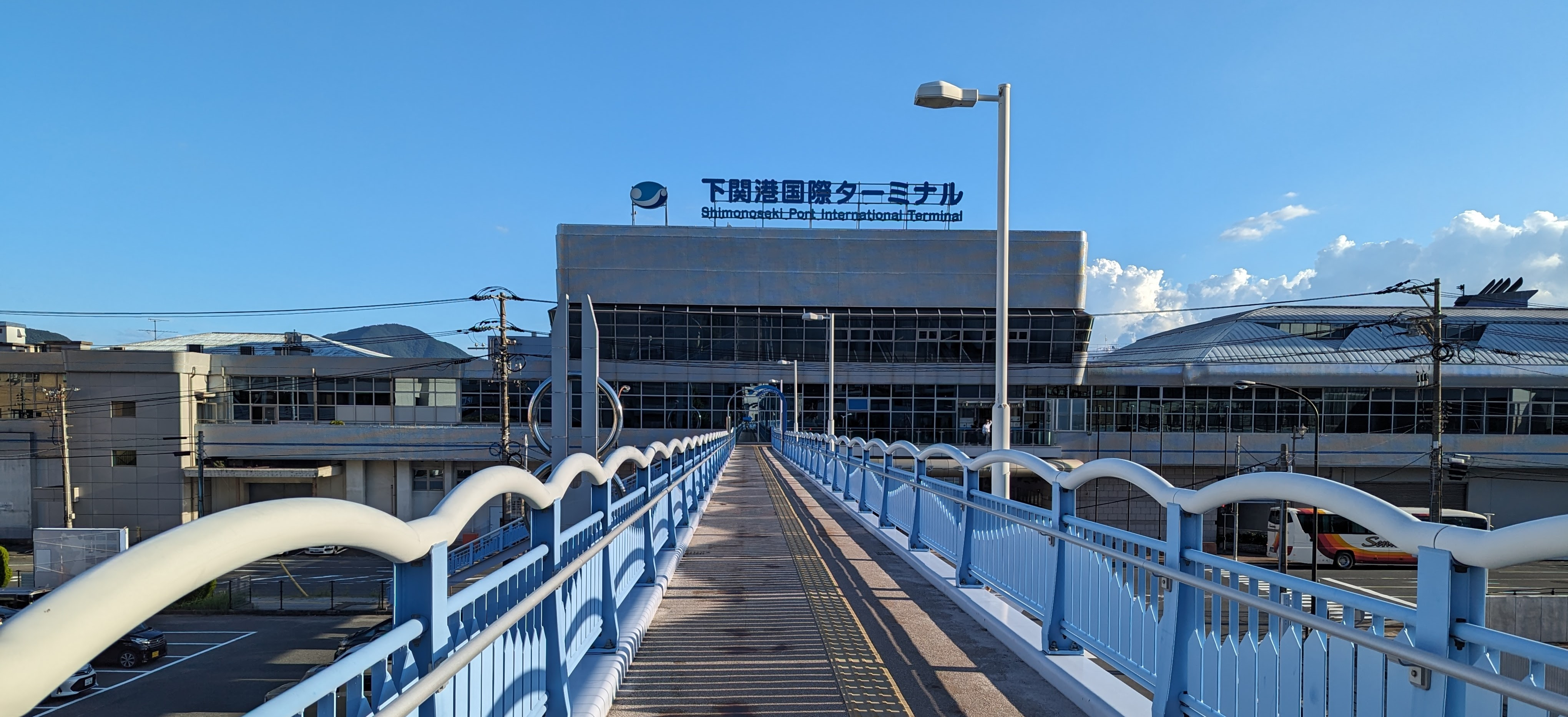
下関港国際ターミナル（2023年9月）

現在の下関港国際ターミナルは、1988年（昭和63年）3月に完成した日本最初のCIQ施設などを完備した外国航路用旅客ターミナル。1階はフェリー貨物の荷捌地、2階は乗船券の購入や税関・出入国手続きをする施設になっている。2003年（平成15年）には、下関駅前のペデストリアンデッキがターミナルビル玄関まで延伸されて直結したことにより、下関駅からの所要時間が徒歩7分となった。
- 関釜フェリー（ 下関港国際ターミナル -  大韓民国・釜山広域市）
- 光陽ライン（ 下関港国際ターミナル -  大韓民国・光陽市）
- 蘇州下関フェリー（ 下関港国際ターミナル -  中華人民共和国・蘇州） 貨物専用

### 東港・唐戸地区

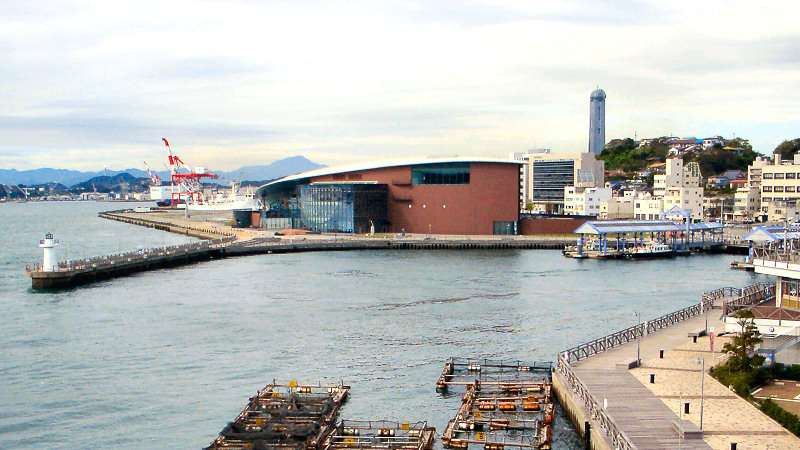
海響館と唐戸桟橋

唐戸桟橋と あるかぽーと で構成される。一帯は2017年（平成29年）9月17日に全国で100箇所目のみなとオアシスに登録されており、カモンワーフを代表施設とするみなとオアシス下関として賑わい拠点ともなっている。
あるかぽーととは1996年（平成8年）に完成した南部町（なべちょう）南側埋立地の愛称（アルカディア（理想郷）とポート（港）の複合語）で、住所表記も同じである。埋立地完成後、埠頭が整備され、2001年（平成13年）4月には敷地の一部にしものせき水族館 海響館がオープンした。2013年9月に泉陽興業の運営するアミューズメント施設「はい!からっと横丁」がオープンした。当施設は定期借地契約の期間満了に伴い2023年10月31日に営業終了予定であり、その後は隣接する星野リゾートによるホテル建設予定地と一体的に整備される予定である。
あるかぽーと埠頭には定期旅客船の就航はないが5万総トンの客船が寄港できる旅客船専用岸壁を有しており、大型クルーズ客船や大型帆船（日本丸・海王丸等）が下関に寄港する際にはあるかぽーと埠頭が使用されている。
かつては石崎汽船の高速艇シーマックスが唐戸桟橋と松山港（愛媛県松山市）とを結んでいたが、2006年（平成18年）に航路短縮となり下関には寄港しなくなった（航路そのものも2008年に廃止）。
- 関門汽船（下関市唐戸桟橋 - 北九州市門司港）
- 関門汽船（下関市唐戸桟橋 - 巌流島）

### 岬之町地区

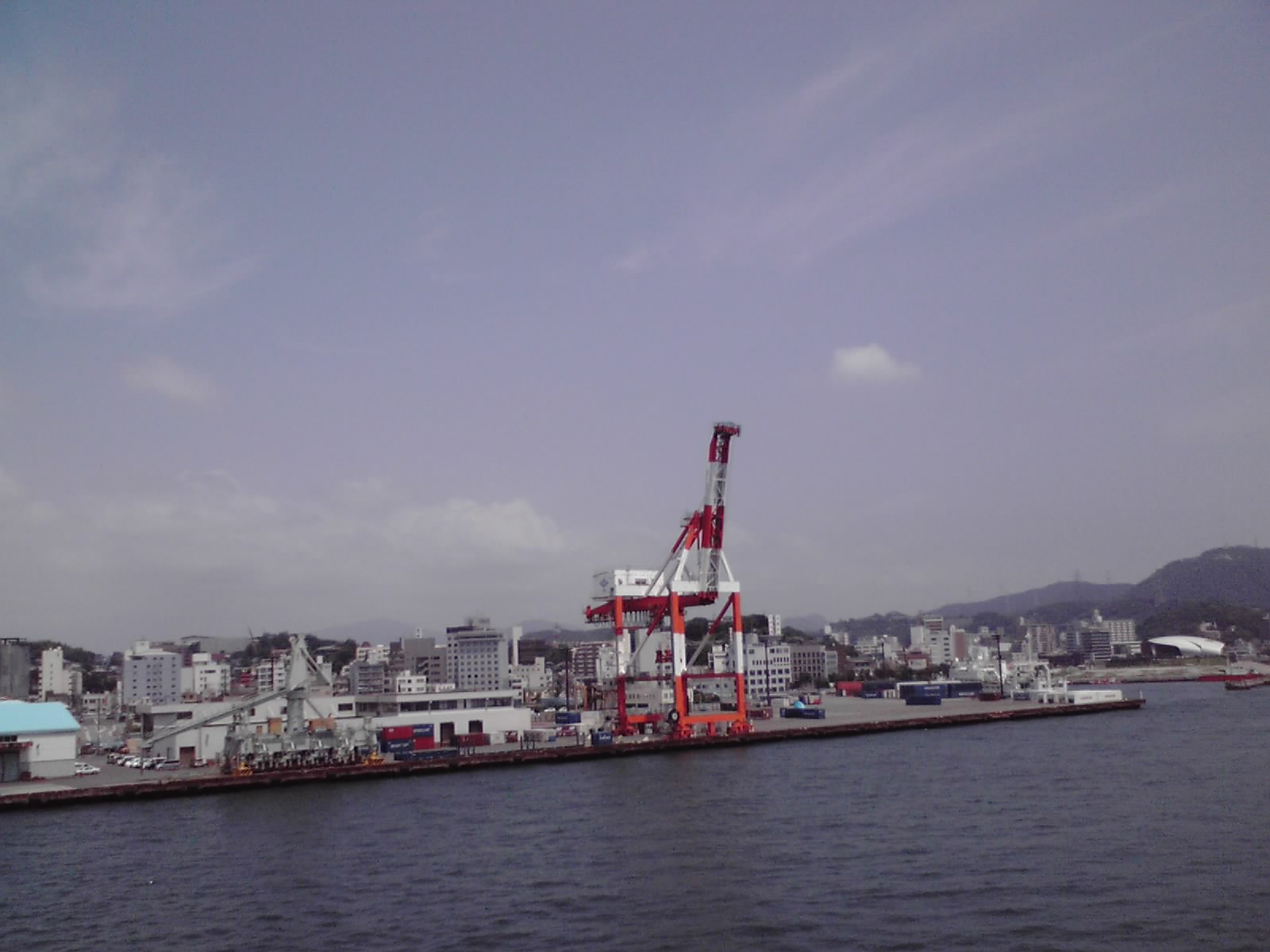
岬之町地区（現在はガントリークレーンは撤去され、長州出島に設置されている。）

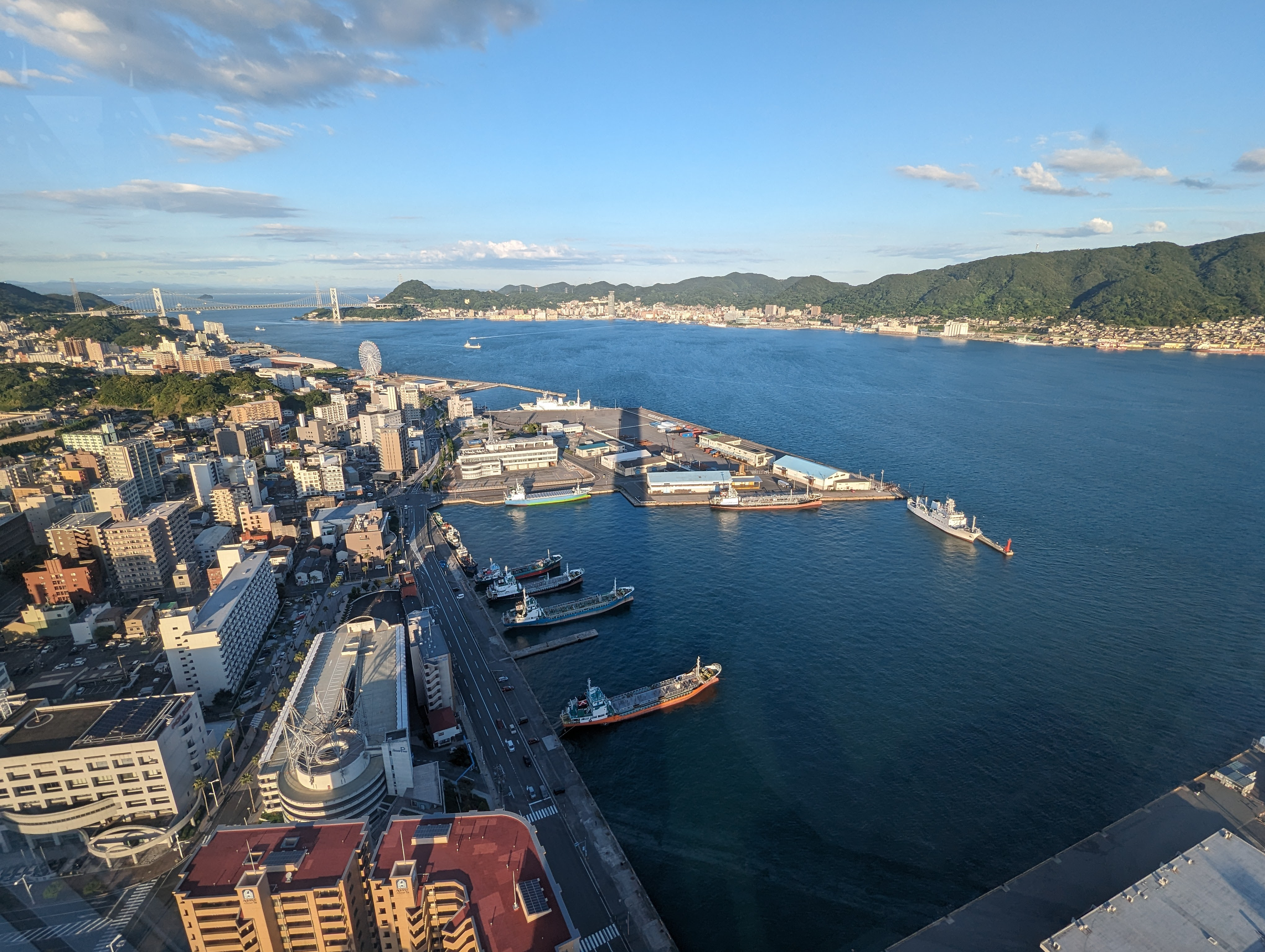
海峡ゆめタワーから見た岬之町地区（2023年9月）

本港地区と唐戸地区の中間にあたる岬之町（はなのちょう）に位置し、コンテナターミナルが整備されている。関門海峡に突き出るような形状をした南側の埠頭には日本通運などの倉庫やコンテナ・フレイト・ステーション（CFS）、くん蒸庫などといった港湾施設が立地している。
1977年（昭和52年）に埠頭が完成し、その後コンテナターミナルが整備され1992年（平成4年）に完成した。現在は施設の老朽化に伴いほぼ全ての国際定期航路が長州出島に移っている。ガントリークレーンは撤去され、中型クレーンで対応している（かわりに長州出島に新たにガントリークレーンが設置された）。
なお、国際航海船舶及び国際港湾施設の保安の確保等に関する法律（国際船舶・港湾保安法）に基づく制限区域が設けられており、埠頭エリアはフェンスで囲まれ、一部例外を除き関係者以外の出入りは禁止されている。

### 西山・荒田・福浦地区
下関市南部・彦島にある港湾群。彦島の一角には三菱重工業下関造船所が存在する。西山地区は外材の輸入基地として活用されており、2022年2月には国内最大級となる下関バイオマス発電所が運転開始した。今後は年間を通じてベトナムやカナダから発電所の主燃料である木質ペレットを積載した燃料輸送船が本港に入港する予定である。
福浦埠頭はプレジャーボート係留施設が整備されている。
かつては関門海峡フェリーが荒田港から発着し、小倉日明埠頭との間を結んでいた。

### 長府地区
下関市東部・長府の臨海工業団地の前面に整備された。ブリヂストンタイヤ下関工場で生産された大型タイヤの輸出や、神戸製鋼所・長府製作所等向けの非鉄金属の輸入に活用されており、北米航路と東豪州航路の定期貨物船が就航している。

### 新港地区（長州出島）
下関市西部・垢田沖の響灘に人工島（147ha）を建設し、岬之町のコンテナターミナルを移転して東アジアとの物流拠点をつくる予定となっている。人工島の愛称は公募で『長州出島』（ちょうしゅうでじま）に決定され、住所表示も同じである。なお、『長州出島』に愛称が決定する前は、響灘にちなんで『ひびっくらんど』と呼ばれていた。
人工島全体が国際船舶・港湾保安法に基づく制限区域となっており、人工島内には下関海響マラソン開催時などの一部例外を除き、関係者以外の出入りは出来ない。
1995年（平成7年）11月に着工し、現在は第1期工事（61.6ha）が進行中である。2009年（平成21年）3月には、一部（多目的国際ターミナル─12m岸壁1バース分）が供用開始した。2018年（平成30年）には昨年からの岸壁の延伸工事が終了し一基のガントリークレーンを備えている。岸壁の延長が410mになり、世界最大級のクルーズ船の受け入れが可能になった。同年4月20日に中国・上海からの大型クルーズ船「クァンタム・オブ・ザ・シーズ」（16万8666トン）が県内初寄港した。また、釜山・馬山への国際定期貨物船が就航している。